# 马关杜鹃
马关杜鹃（学名：Rhododendron maguanense）为杜鹃花科杜鹃花属下的一个种。

## 扩展阅读
維基物種上的相關：马关杜鹃